# Techo
En construcción se conoce por techo (del latín tectum y este a su vez del verbo tegere con significado de recubrir, cubrir, proteger) (también techado o plafón) al conjunto de disposiciones constructivas de la parte superior de un edificio, construcción, habitáculo, etc., que lo cubre y cierra, principalmente para proteger su interior contra el clima y la humedad.
También se llama así el paramento superior de una habitación, aunque es más propio llamarlo cielorraso o cielo, especialmente cuando son planos y no tiene una forma especial, en cuyo caso se llaman según esa forma bóveda, cúpula, artesonado, etc.
El cielorraso es la superficie superior de una habitación o espacio, ubicada generalmente en el límite superior de una habitación, proporcionando una cobertura protectora para el interior. En el diseño arquitectónico, los cielorrasos son un elemento esencial, que contribuye no solo a la integridad estructural de un edificio, sino también a su atractivo estético. Aunque los cielorrasos tienen propósitos principalmente funcionales, como proteger el interior de las condiciones climáticas y proporcionar aislamiento, también cumplen diversas otras funciones, como el control acústico, la integración de la iluminación y la mejora decorativa.
El tipo de cielorraso más común es el falso techo, que está suspendido de los elementos estructurales superiores. Los paneles de yeso se fijan directamente a las vigas del techo o a unas cuantas capas de madera contrachapada resistente a la humedad, que a su vez se fijan a las vigas. En el hueco por encima del techo pueden instalarse tuberías o conductos, así como material aislante e ignífugo. Alternativamente, los techos pueden pintarse con spray, dejando las tuberías y conductos a la vista pero pintados, y utilizando espuma en spray.
Un subconjunto del falso techo es el techo suspendido, en el que una red de tirantes de aluminio, en lugar de paneles de yeso, se fija a las vigas, formando una serie de espacios rectangulares. A continuación, se colocan trozos individuales de cartón en el fondo de esos espacios, de modo que la cara exterior del cartón, intercalada con travesaños de aluminio, se ve como el techo desde abajo. Esto hace que sea relativamente fácil reparar las tuberías y el aislamiento detrás del techo, ya que todo lo que se necesita es levantar el cartón, en lugar de excavar a través de los paneles de yeso y luego reemplazarlos.
Los cielorrasos pueden construirse con una variedad de materiales, incluyendo yeso, madera, metal e incluso vidrio, cada uno ofreciendo beneficios y efectos visuales distintos. El tipo de material utilizado depende a menudo del propósito del cielorraso, el estilo general de la habitación y consideraciones prácticas como la durabilidad, el aislamiento acústico y la facilidad de instalación. Por ejemplo, en edificios residenciales, los cielorrasos de yeso son comunes, mientras que en espacios comerciales o industriales, se pueden utilizar losetas metálicas o acústicas para abordar la necesidad de insonorización.
A lo largo de la historia, los cielorrasos han evolucionado tanto en función como en diseño. Civilizaciones antiguas, como los egipcios y los griegos, utilizaban diseños elaborados de techos para simbolizar el poder, con techos pintados o dorados que reflejaban la riqueza y la grandeza de la clase gobernante. En contraste, la evolución funcional de los cielorrasos se volvió más prominente durante la Revolución Industrial, cuando consideraciones prácticas como la ventilación, la iluminación y la eficiencia del espacio comenzaron a influir en el diseño de los cielorrasos.
Las tendencias arquitectónicas modernas han introducido los cielorrasos como una herramienta para mejorar la calidad espacial de los interiores. Por ejemplo, los cielorrasos abiertos o las vigas expuestas en apartamentos estilo loft son ahora populares para crear un ambiente amplio y aireado. El uso de iluminación empotrada y sistemas de suspensión modernos también refleja las innovaciones actuales en el diseño de cielorrasos.
Además de la estética y la funcionalidad, los techos desempeñan un papel vital en la regulación del ambiente interior de un edificio. Los cielorrasos bien diseñados contribuyen al control de la temperatura y la insonorización, creando un espacio cómodo y tranquilo para los ocupantes. Además, en algunos entornos, los techos integran sistemas HVAC (calefacción, ventilación y aire acondicionado) o incluso sirven como alojamiento para cables eléctricos y otros servicios.
En última instancia, los cielorrasos son mucho más que un componente estructural; son un aspecto significativo del diseño arquitectónico que impacta tanto en la utilidad como en la atmósfera de una habitación o edificio.
La techumbre es el conjunto de la estructura y elementos de cierre de un techo.
Dependiendo del fin y tipo de construcción, el techo puede ser diseñado y construido de diversas formas y con una variedad de materiales.

## Tipos

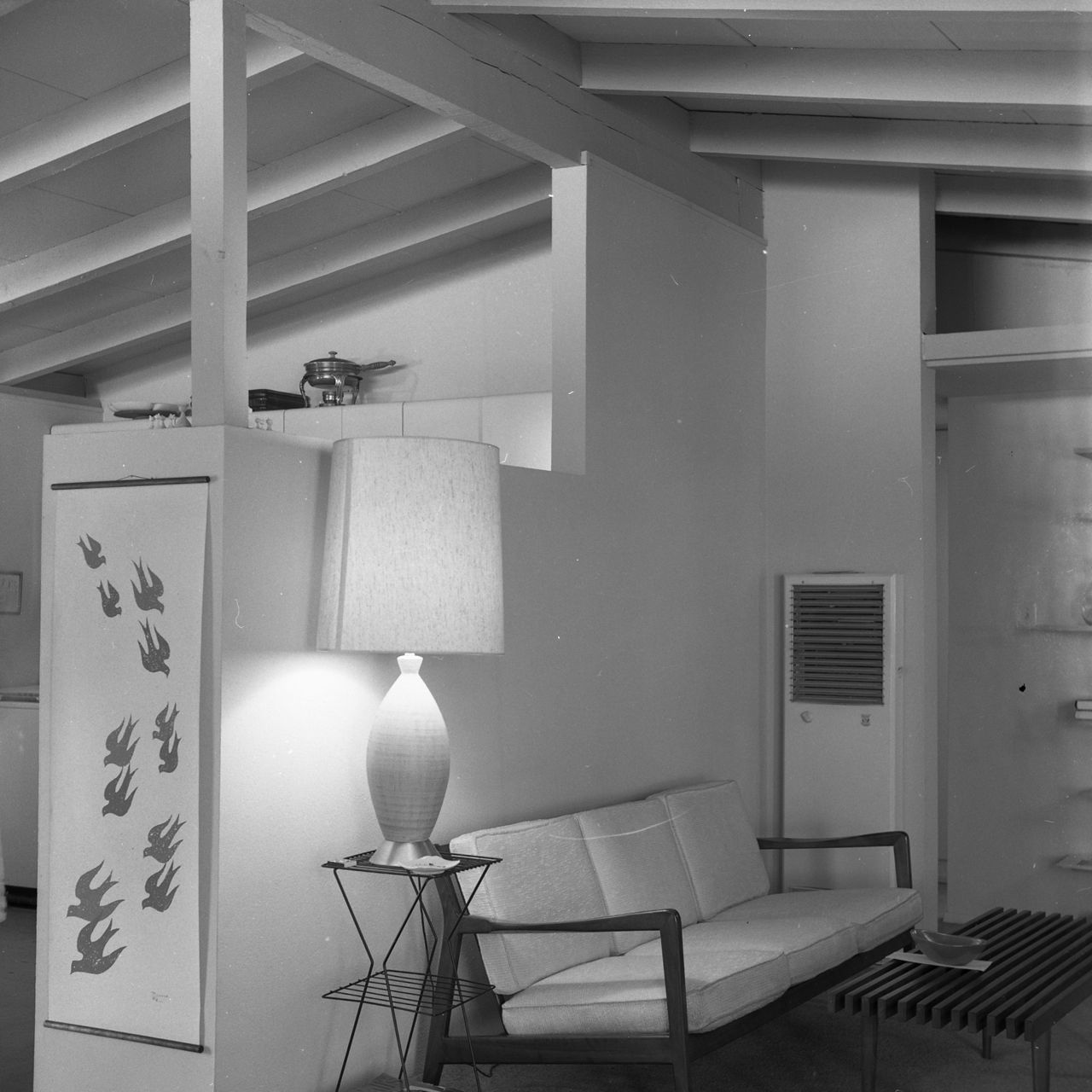
con cieloraso de viga abierta, 1960.

Los cielorasos se clasifican según su aspecto o construcción. Un cieloraso tipo catedral es cualquier cieloraso alto similar a los de una iglesia. Un cieloraso abuhardillado es aquel en el que la superficie acabada se construye desde unos pocos centímetros hasta varios metros por debajo de la estructura superior. Esto puede hacerse con fines estéticos, como lograr una altura de cieloraso deseable, o con fines prácticos, como la amortiguación acústica o proporcionar un espacio para los ductos del aire acondicionado o tuberías. Una solución inversa sería un suelo elevado. Un cieloraso cóncavo o en forma de barril está curvado o redondeado hacia arriba, normalmente por su valor visual o acústico, mientras que un cieloraso artesonado está dividido en una retícula de paneles cuadrados u octogonales empotrados, también llamado "cieloraso lacunar". Un cieloraso con moldura utiliza una transición de escayola curvada entre la pared y el techo; recibe su nombre de la moldura con una curva cóncava. Un cieloraso tensado (o techo tensado) utiliza una serie de paneles individuales de material como PVC fijados a un raíl perimetral.

## Elementos
Los techos se han decorado a menudo con pintura al fresco, mosaicos y otros tratamientos superficiales. Aunque es difícil de ejecutar (al menos en el lugar), un techo decorado tiene la ventaja de que está protegido en gran medida de los daños causados por dedos y polvo. En el pasado, sin embargo, esta preservación se compensaba con creces con el daño que causaba el humo de las velas o de una chimenea. Muchos edificios históricos tienen techos célebres. Quizá el más famoso sea el techo de la Capilla Sixtina, obra de Miguel Ángel.
La altura del techo puede tener repercusiones psicológicas, sobre todo en el caso de los techos bajos.

## Conceptos modernos de cielorrasos
En la arquitectura contemporánea, el diseño de cielorrasos ha evolucionado más allá de su función básica de cerrar el espacio. Los cielorrasos modernos son componentes integrales de la estética, acústica, iluminación y eficiencia energética de una habitación, reflejando las tendencias más amplias en innovación de diseño. El enfoque creciente en prácticas de construcción sostenibles y avances tecnológicos ha dado lugar a una variedad de nuevos materiales y enfoques conceptuales en el diseño de cielorrasos.
Una tendencia significativa en los conceptos modernos de cielorrasos es la integración de cielorrasos abiertos o vigas expuestas, particularmente en apartamentos estilo loft, espacios comerciales y edificios industriales. Estos cielorrasos suelen presentar elementos estructurales visibles como vigas, tuberías y conductos de ventilación, creando una apariencia cruda y minimalista que enfatiza la altura y la amplitud. Este enfoque también permite el uso flexible del espacio e incorpora soluciones creativas de iluminación, como luces colgantes o iluminación empotrada, mejorando la atmósfera general de la habitación.
Otra innovación clave es el uso de cielorrasos suspendidos, que consisten en una estructura que sostiene losetas o paneles suspendidos debajo de la estructura primaria del cielorraso. Los cielorrasos suspendidos son populares en edificios de oficinas, escuelas y hospitales debido a su versatilidad, facilidad de mantenimiento y capacidad para ocultar servicios como cables, conductos de ventilación y luminarias. Los cielorrasos suspendidos modernos suelen presentar losetas acústicas que ayudan a controlar los niveles de sonido en ambientes ruidosos, mejorando el confort y la privacidad.
En cuanto a los materiales, los cielorrasos modernos están hechos cada vez más con opciones sostenibles y respetuosas con el medio ambiente. Los materiales reciclados, como paneles metálicos o madera recuperada, se utilizan para reducir el impacto ambiental de la construcción. El bambú y el corcho también están ganando popularidad debido a su naturaleza renovable y sus propiedades de aislamiento natural, lo que contribuye a mejorar la eficiencia energética y el confort acústico. Además, los cielorrasos verdes, o cielorrasos vivos, son una tendencia emergente que incorpora vegetación en la estructura del cielorraso, ofreciendo aislamiento natural y mejorando la calidad del aire.
Los avances tecnológicos también han introducido diseños de cielorrasos inteligentes. Los sistemas de iluminación LED integrados en el cielorraso se pueden controlar de forma remota para ajustar la intensidad y la temperatura del color, lo que contribuye al ahorro energético y crea ambientes de iluminación adaptables. Además, los paneles acústicos hechos de materiales de alto rendimiento se utilizan para optimizar la calidad del sonido en espacios como teatros, estudios de grabación y salas de conferencias.
En conclusión, los conceptos y materiales modernos de cielorrasos reflejan una combinación de funcionalidad, sostenibilidad y atractivo estético. Desde vigas expuestas y losetas acústicas hasta iluminación inteligente y cielorrasos verdes, los cielorrasos contemporáneos ofrecen soluciones versátiles que mejoran tanto los aspectos prácticos como visuales de un espacio.

## Materiales

### Tradicionales
Los materiales más utilizados son:
- para la estructura:
  - el bambú,
  - la madera,
  - el acero,
  - el hormigón armado.

- para la cubierta:
  - las losas,
  - la pizarra,
  - las tejas de madera o de asfalto,
  - el acero,
  - las láminas de zinc o en ciertos países láminas de plomo,
  - el cobre que adquiere un color verde característico después de unos años de oxidación (técnica de juntas de chapa[14]),
  - la lámina corrugada (metálica),
  - el fibrocemento,
  - los plásticos (fibras sintéticas),
  - el betún o asfalto (aplicado a 500 grados, en su forma líquida),
  - las membranas de elastómero (soldadas por llama, betún en rollos),
  - el caucho de etileno propileno dieno (EPDM),
  - el policloruro de vinilo (PVC),
  - el termoplástico de poliolefina (TPO),
  - la paja,
  - el aluminio.[15]

- En el pasado, se utilizaron otros materiales para cielorrasos:
  - la paja (cubiertas vegetales),
  - la laja (roca),
  - las tejuelas,
  - la madera tradicional.

## Imágenes de cielorasos

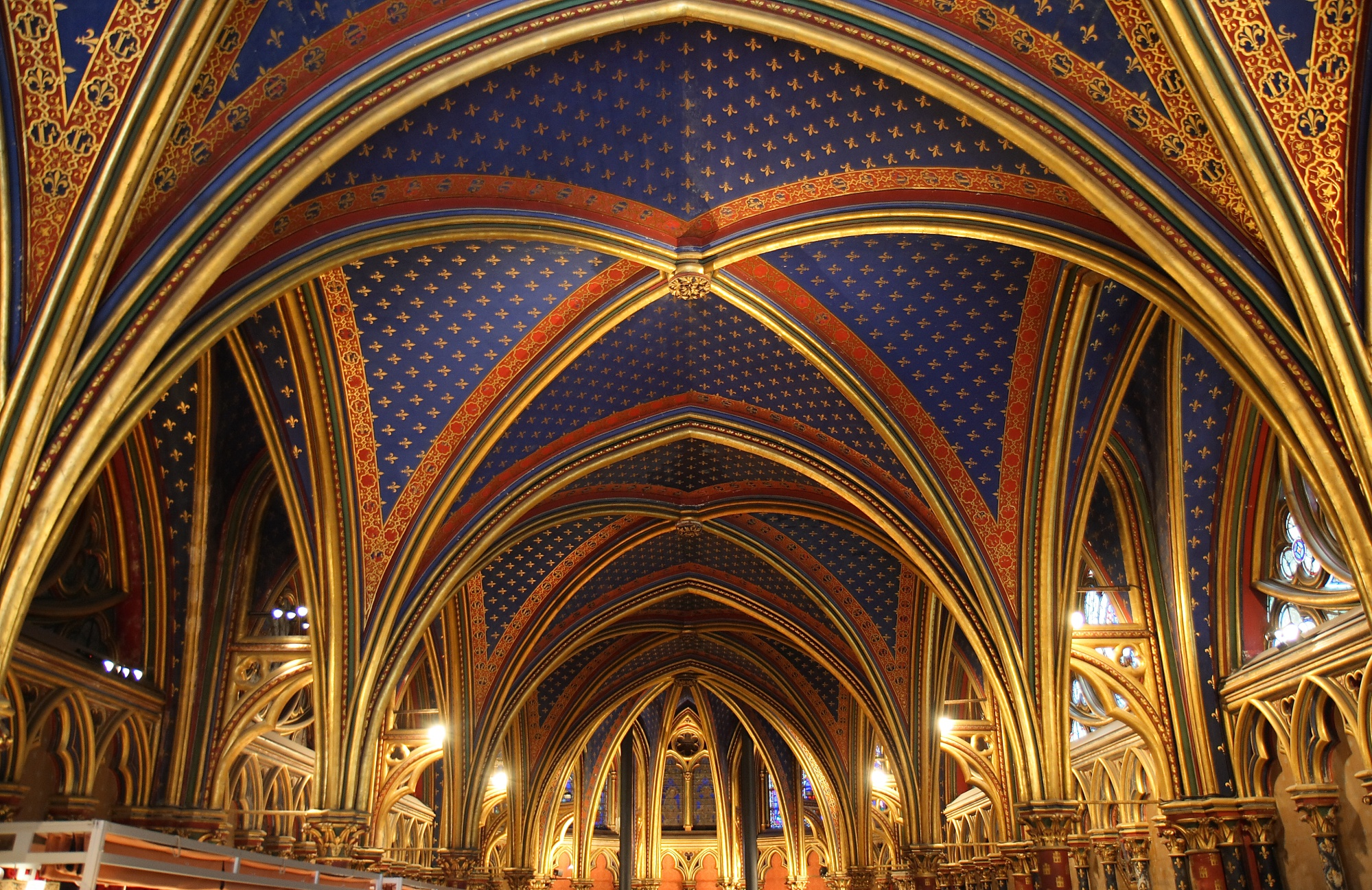
Cielorraso gótico de la Sainte-Chapelle de París, 1243-1248, de Pierre de Montreuil
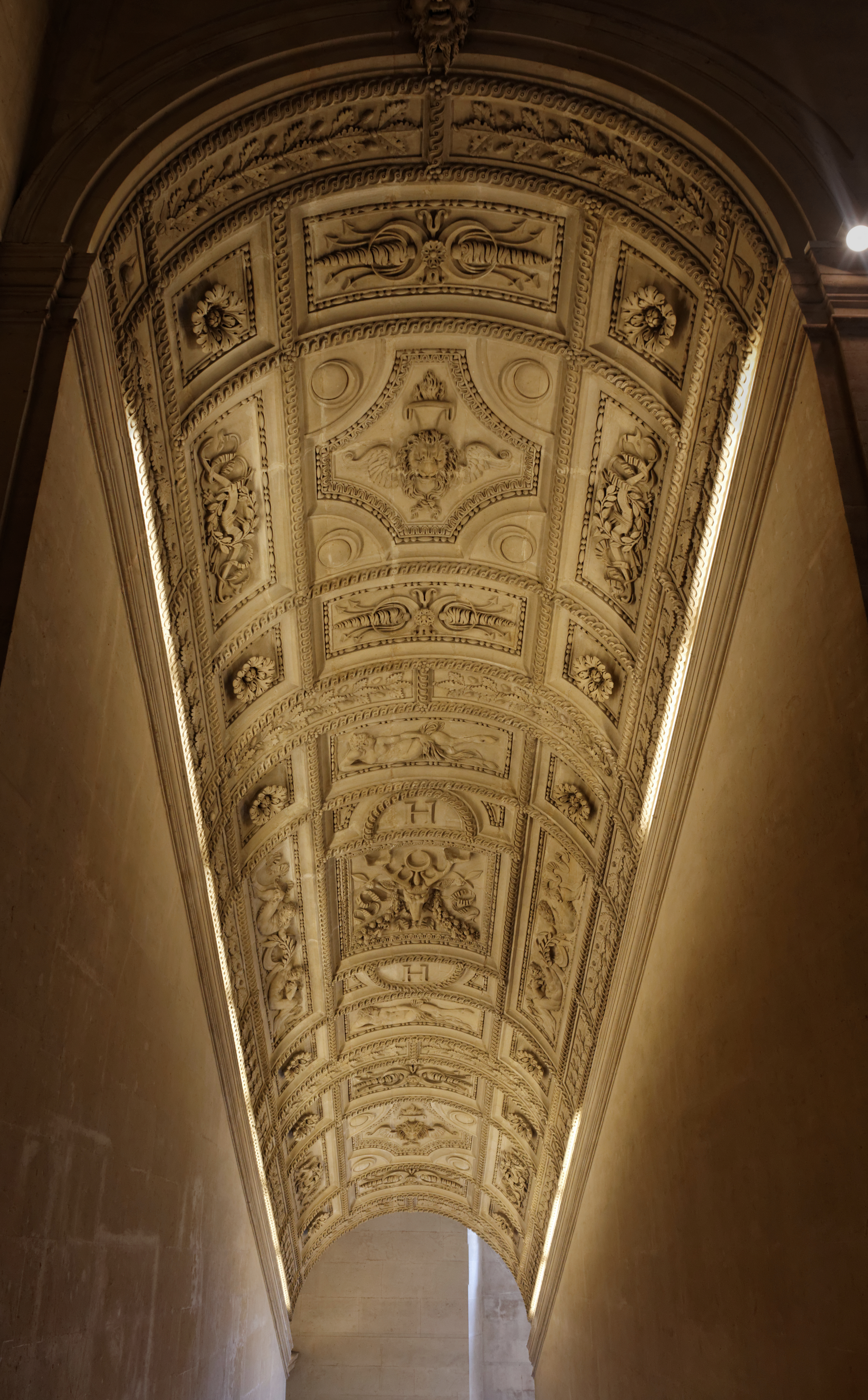
Cielorraso renacentista de la escalera de Enrique II en el palacio del Louvre, París, por Étienne Carmoy, Raymond Bidollet, Jean Chrestien y François Lheureux, 1553
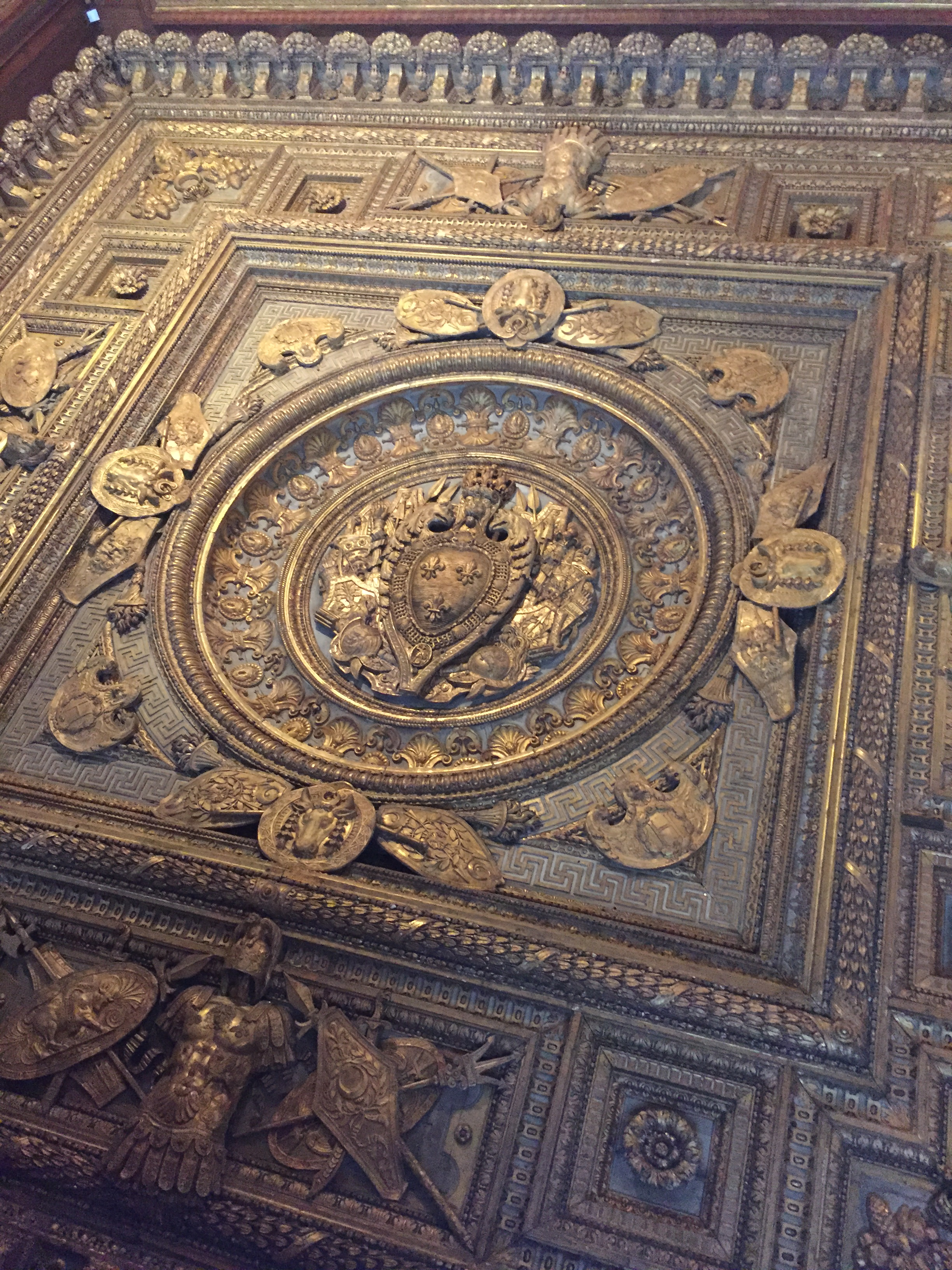
Cielorraso renacentista del dormitorio del rey en el palacio del Louvre, obra de Francisque Scibecq de Carpi, 1556
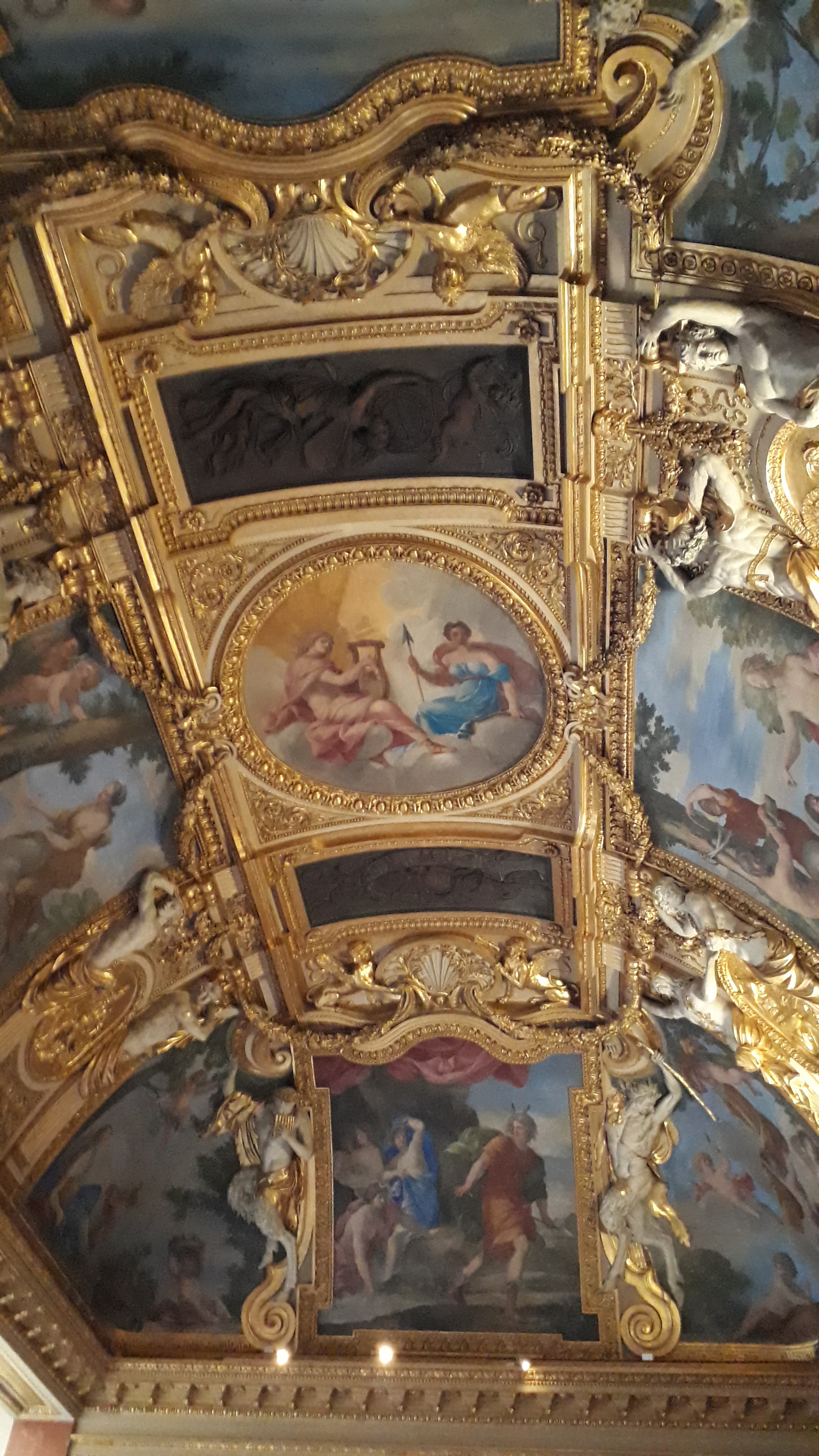
Cielorraso barroco de la Salle des Saisons (Sala de las estaciones) del Palacio del Louvre, obra de Giovanni Francesco Romanelli, Michel Anguier y Pietro Sasso, mediados del siglo XVII
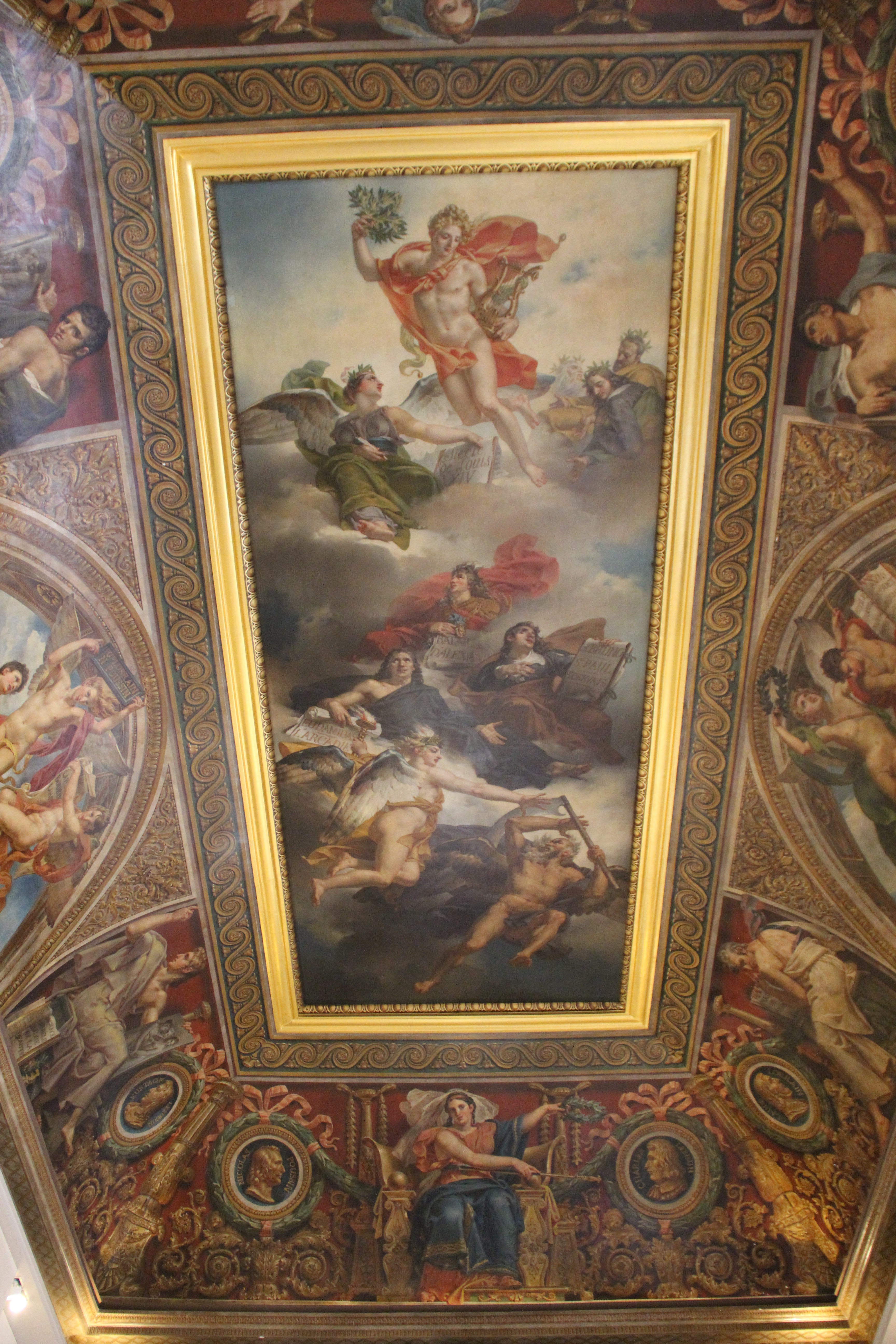
Cielorraso neoclásico de la Sala Duchâtel del palacio del Louvre, con El triunfo de la pintura francesa. Apoteosis de Poussin, Le Sueur y Le Brun en el centro, de Charles Meynier, 1822, y paneles del techo con medallones de retratos de pintores franceses, 1828-1833
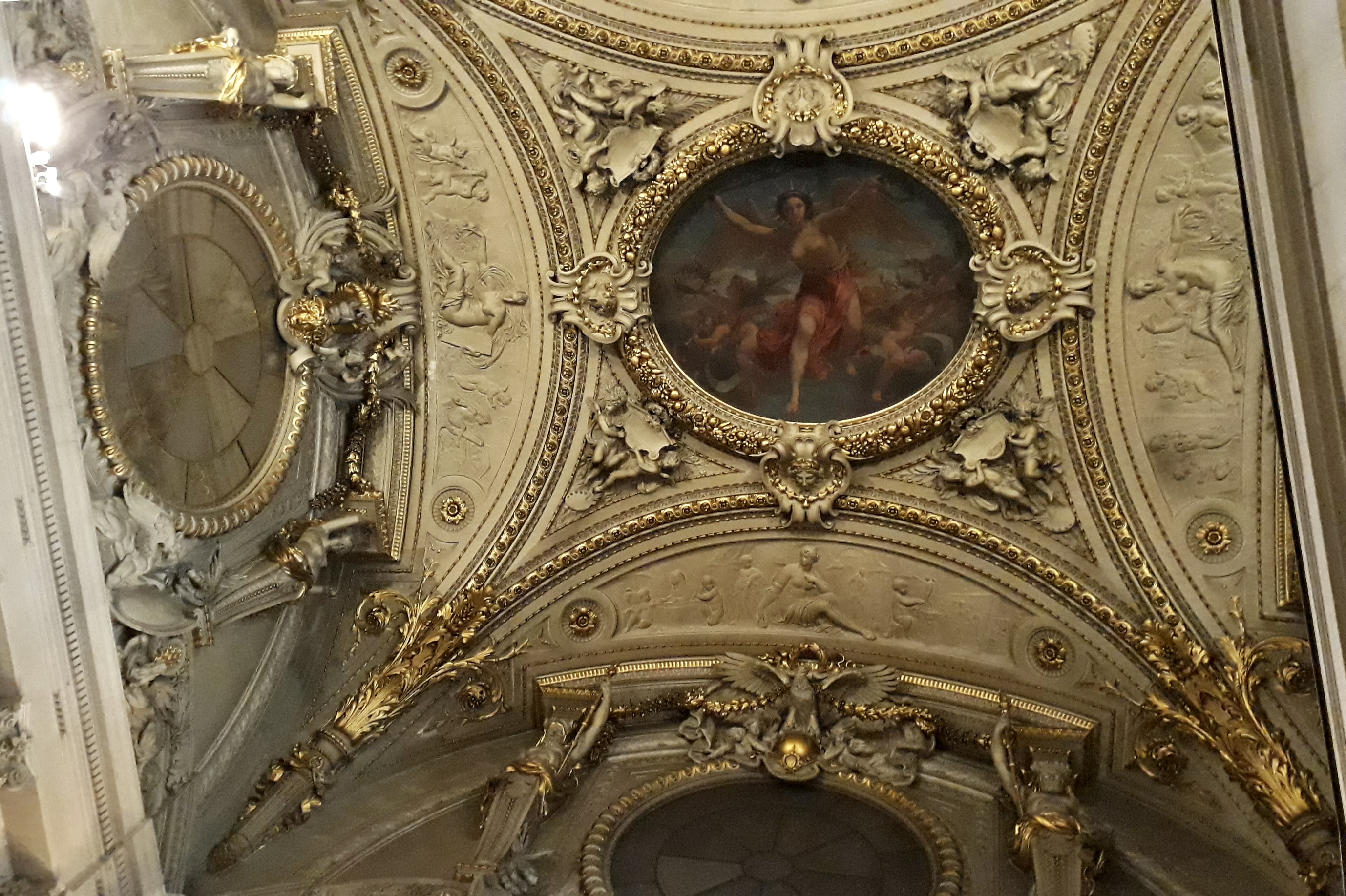
Cielorraso neoclásico de la escalera Mollien del palacio del Louvre, diseñado por Hector Lefuel en 1857 y pintado por Charles Louis Müller en 1868-1870
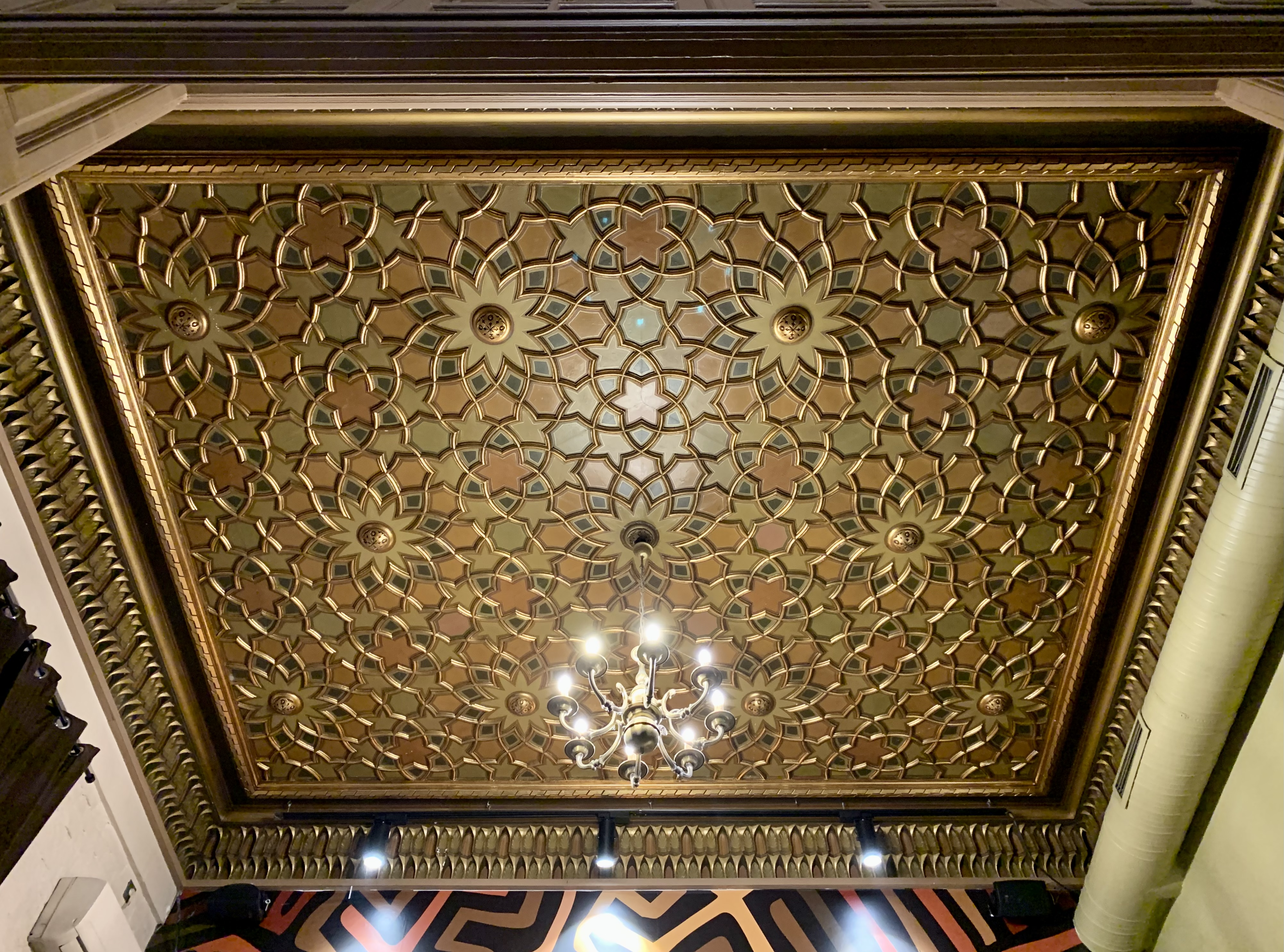
Cielorraso de estilo mudéjar en la casa Nicolae T. Filitti/Nae Filitis (Calea Dorobanților nº 18), Bucarest, Rumanía, de Ernest Doneaud, c.1910, c.1910
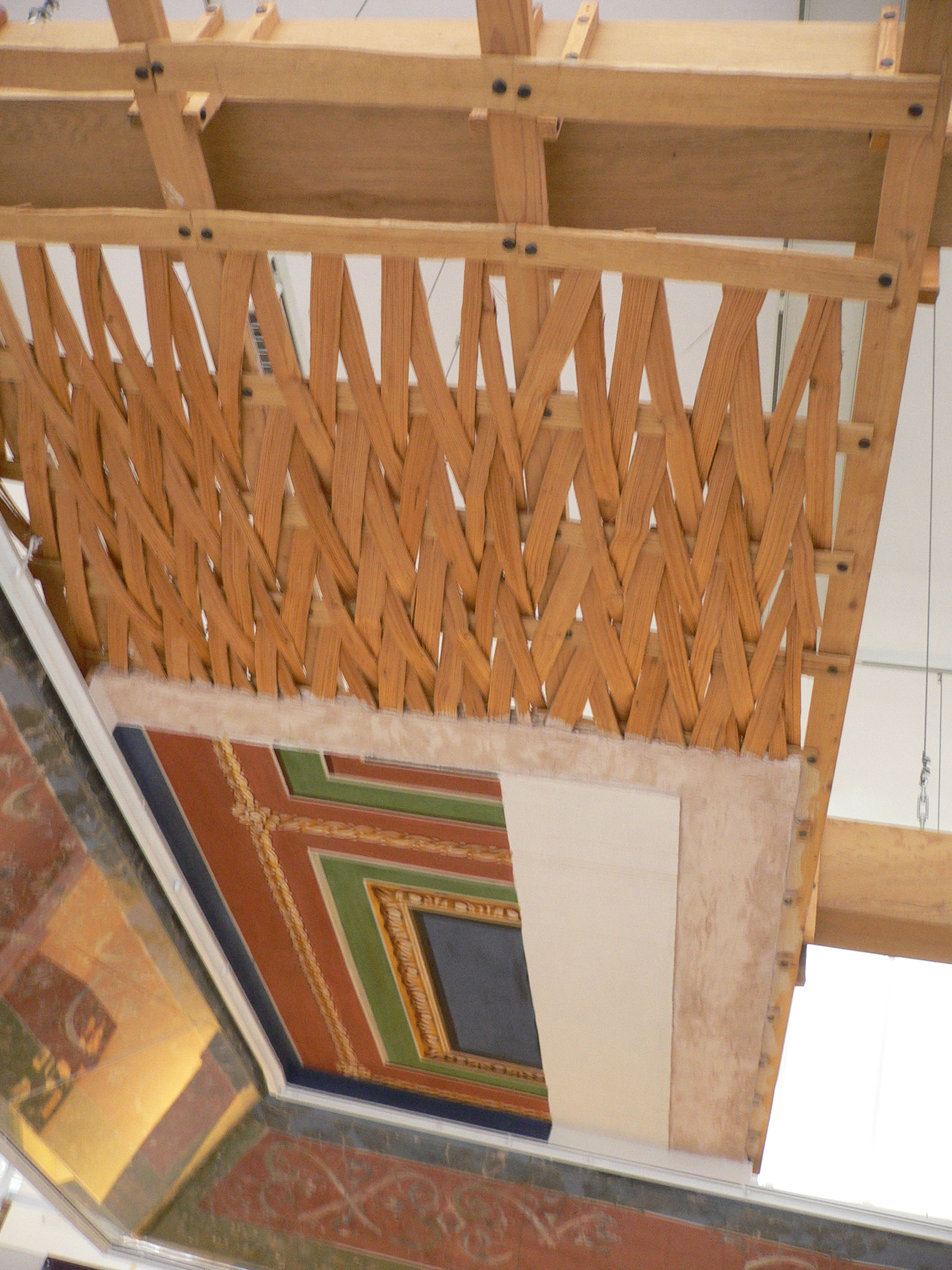
Reconstrucción demostrativa de un cielorraso suspendido romano en un palacio imperial de hacia 306 d.C. en Tréveris, Alemania.
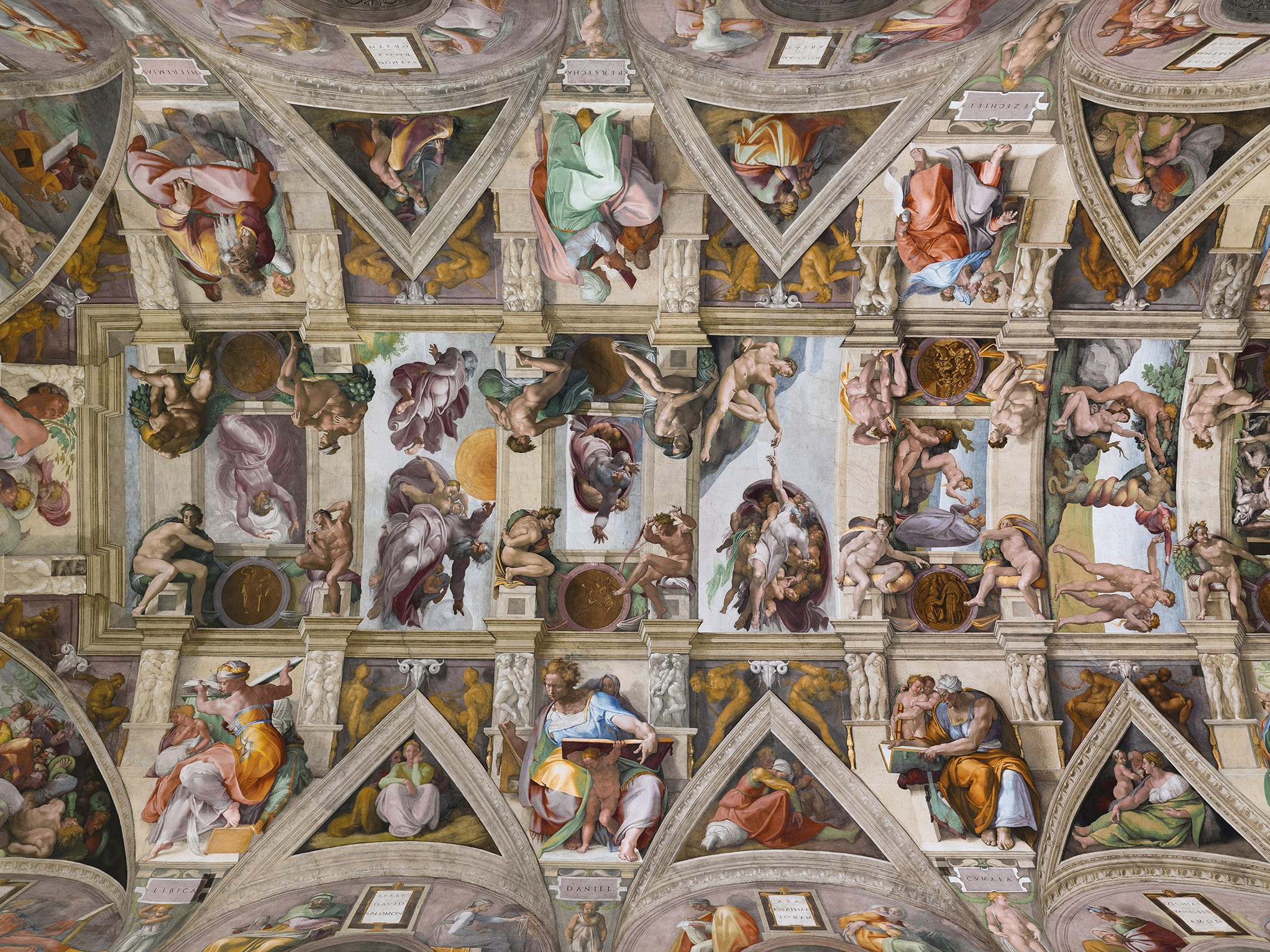
Parte del cielorraso de la Capilla Sixtina en la Ciudad del Vaticano en Roma, mostrando el techo en relación con los otros frescos de las paredes formando un conjunto
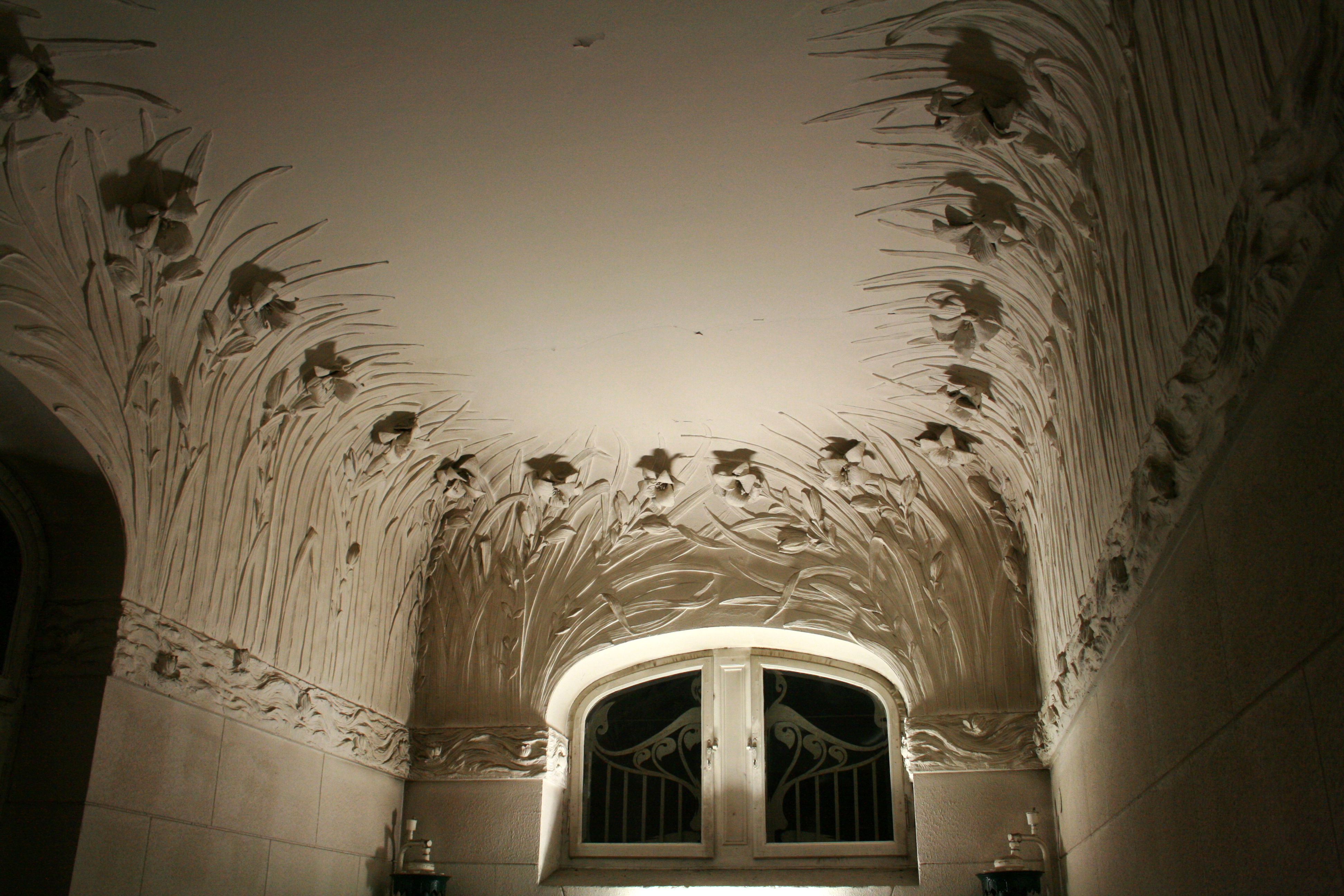
cielorraso de la Villa Schutzenberger de Estrasburgo, Francia, decorado con ornamentos modernistas
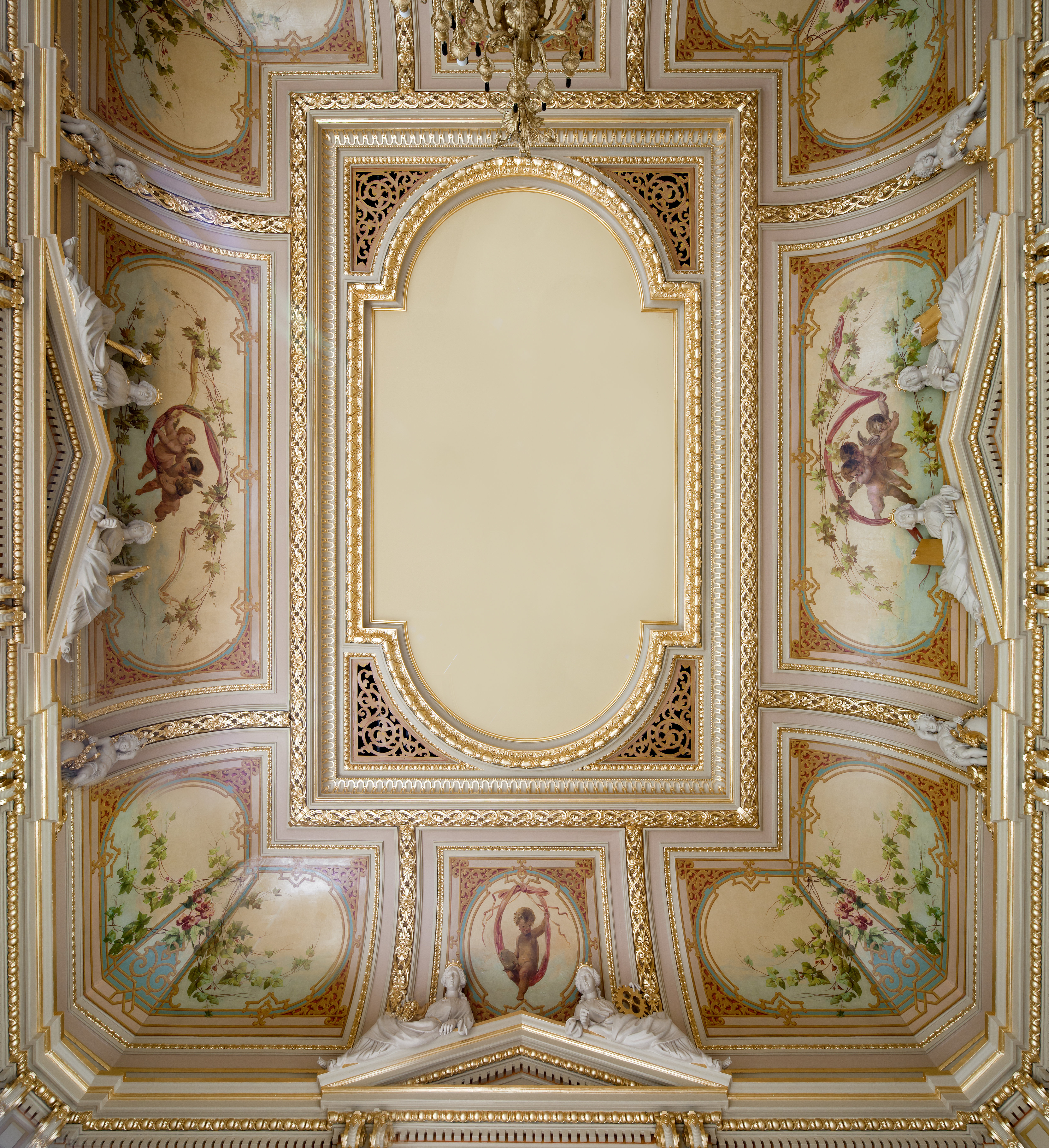
cielorraso pintado del gran salon del Comte Velbruck en Lieja, Bélgica
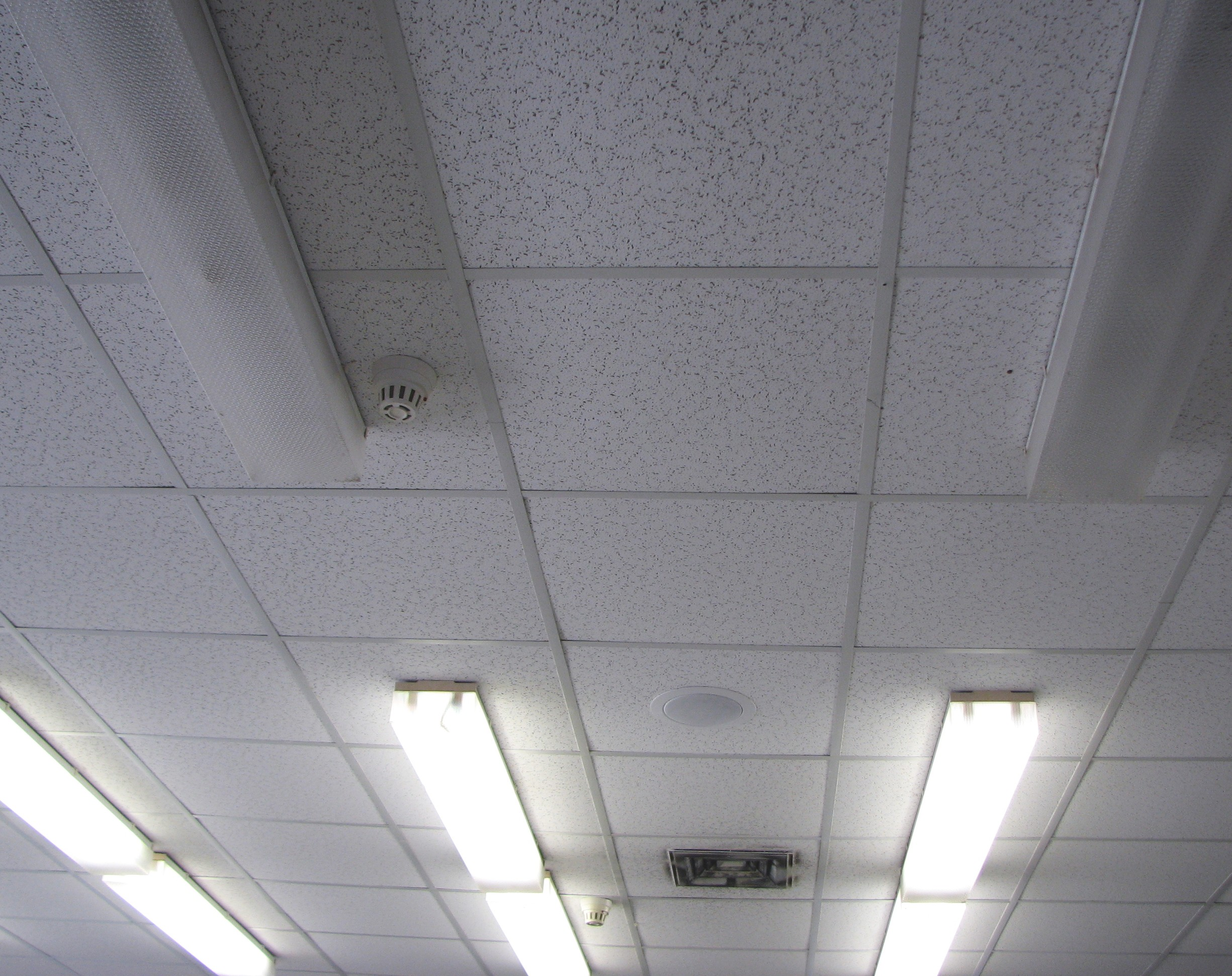
Ejemplo de falso techo
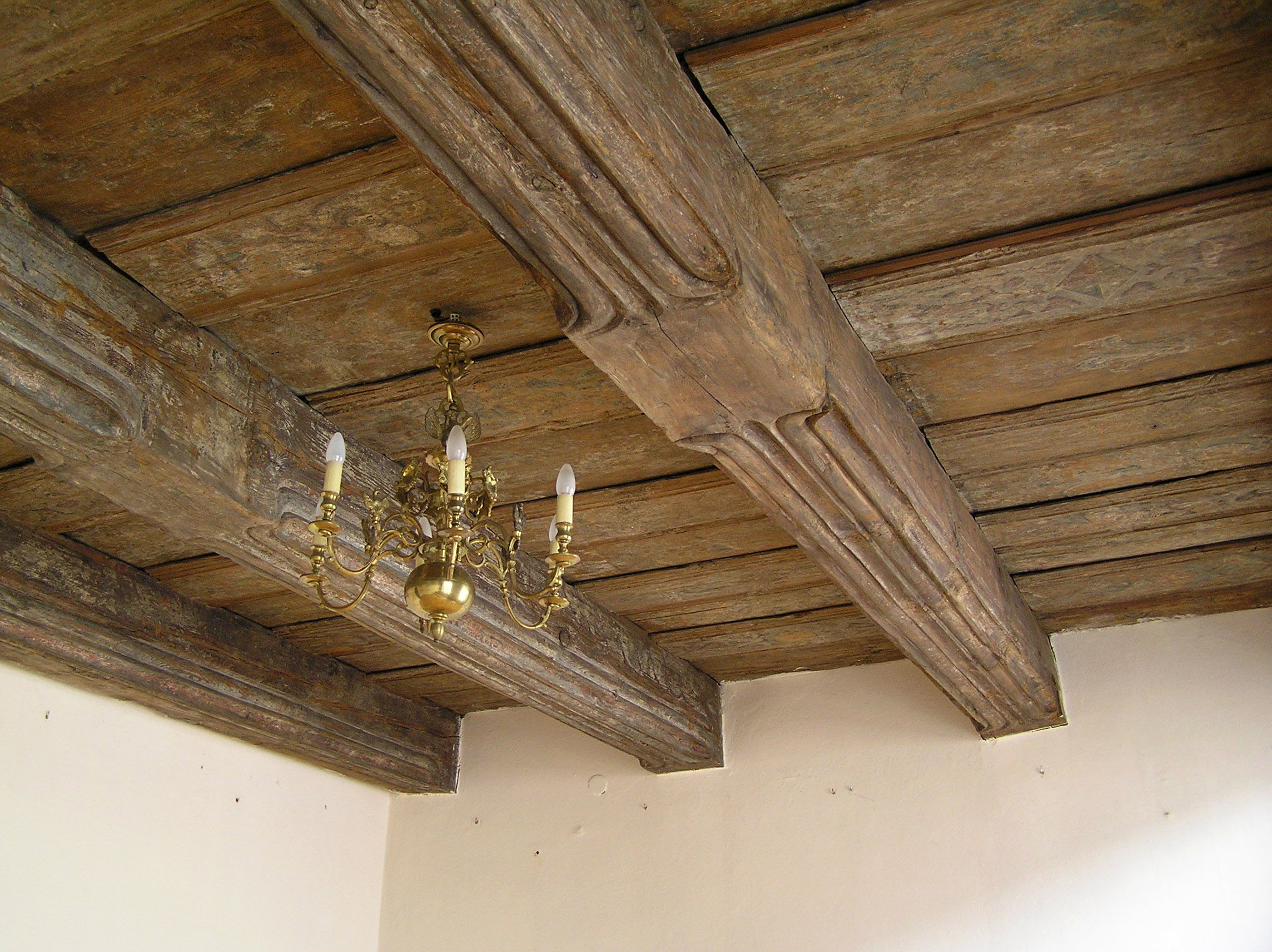
cielorraso con vigas de madera aparentes